# Ленков, Питер
Пи́тер М. Ленко́в (англ. Peter M. Lenkov; род. 9 мая 1964, Лаваль, Квебек, Канада) — канадский теле- и кино- продюсер и сценарист. 
Среди заметных работ Ленкова числятся телесериалы «Частный детектив Магнум», «Гавайи 5.0», «24 часа» и «C.S.I.: Место преступления Нью-Йорк», а также фильмы «Призрачный патруль», «Разрушитель» и «Зятёк». Он написал комиксы Rest in Peace Department и Fort: Prophet of the Unexplained, за который получил номинацию на премию Брэма Стокера. В 2005 году он получил номинацию на «Эмми» за работу над культовым телесериалом «24 часа». В 2009 году он написал сценарий эпизода сериала «C.S.I.: Место преступления Нью-Йорк», за актёрскую игру в котором Эд Аснер был номинирован на «Эмми» как лучший приглашённый актёр. В 2011 году его телесериал «Гавайи 5.0» получил People’s Choice Awards как лучший новый драматический телесериал.
В 2008 году Ленков выступил исполнительным продюсером мини-сериала NBC «XIII: Заговор» со Стивеном Дорффом и Вэлом Килмером. На основе мини-сериала также сняли телесериал «XIII» со Стюартом Таунсендом, который выходил в эфир в 2011—2012 годах. В 2010 году он запустил ремейк продолжительного телесериала CBS «Гавайи 5-O». В 2011 году начались съёмки художественного фильма, основанного на комиксе Ленкова — «Призрачный патруль». Премьера фильма состоялась летом 2013 года. По второму комиксу Ленкова также планируется снять фильм.
Ленков женат на актрисе и фотографе Оди Ингленд (род. 1967), с которой у него есть четверо детей.